# (7432) 1993 HL5
1993 إتش أل 5 (ويعرف أيضًا باسم (7432) 1993 إتش أل 5 وفق تسمية الكوكب الصغير) (بالإنجليزية: 1993 HL5)‏ هو كويكب ضمن حزام الكويكبات؛ وترتيبه 7432 من حيث الاكتشاف.
اكتُشف هذا الجُرم الفلكي بواسطة باميلا إم كيلمارتن في 23 أبريل 1993.

## وصلات خارجية
- (7432) 1993 HL5 في قاعدة بيانات مختبر الدفع النفاث لأجرام النظام الشمسي الصغيرة

- الاكتشاف · مخطط المدار ·  العناصر المدارية · المعلمات المادية

- (7432) 1993 HL5 على موقع ويكي سكاي: DSS2, SDSS, GALEX, IRAS, Hydrogen α, X-Ray, Astrophoto, Sky Map, Articles and images